# J.J. Abrams
Jeffrey Jacob "J.J." Abrams, född den 27 juni 1966 i New York i New York, är en amerikansk regissör, manusförfattare, filmproducent och skådespelare.
Abrams växte upp i en familj där båda föräldrarna också verkade inom tv- och filmindustrin.
Han föddes i New York men växte upp i Los Angeles. Han är skaparen av fyra succéserier på TV: Lost (2004–2010), Alias (2001–2006), Felicity (1998–2002) och Fringe (2008–2013).
Abrams regisserade och skrev manus till Mission: Impossible III (2006) med Tom Cruise i huvudrollen. Han har även skrivit manus till monsterfilmen Cloverfield (2008) och regisserat science fiction-filmen Star Trek (2009) och dess uppföljare Star Trek Into Darkness (2013). I januari 2013 blev det officiellt klart att han ska regissera den sjunde delen i Star Wars-sagan, Star Wars: Episod VII (2015). 
I och med att Abrams regisserar Star Wars: Episod VII, blir han den första regissören som har regisserat både en Star Wars film och en Star Trek film.

## Filmografi (i urval)

### Filmer
| År   | Film                                          | Roll     | Roll      | Roll  | Roll         | Noter                   |
| År   | Film                                          | Regissör | Producent | Manus | Skådespelare | Noter                   |
| ---- | --------------------------------------------- | -------- | --------- | ----- | ------------ | ----------------------- |
| 1990 | Taking Care of Business                       |          |           | Ja    |              |                         |
| 1991 | Fallet Henry                                  |          |           | Ja    |              | även medproducent       |
| 1992 | Evigt ung                                     |          |           | Ja    |              | även exekutiv producent |
| 1993 | Ett oväntat besök                             |          |           |       | Ja           | Doug                    |
| 1996 | The Pallbearer                                |          | Ja        |       |              |                         |
| 1997 | Gone Fishin'                                  |          |           | Ja    |              |                         |
| 1998 | Armageddon                                    |          |           | Ja    |              |                         |
| 1998 | The Suburbans                                 |          | Ja        |       |              |                         |
| 2001 | Roadkill                                      |          | Ja        | Ja    |              |                         |
| 2006 | Mission: Impossible III                       | Ja       | Ja        | Ja    |              |                         |
| 2008 | Cloverfield                                   |          | Ja        |       |              |                         |
| 2009 | Star Trek                                     | Ja       | Ja        |       |              |                         |
| 2010 | Morning Glory                                 |          | Ja        |       |              |                         |
| 2011 | Super 8                                       | Ja       | Ja        | Ja    |              |                         |
| 2011 | Mission: Impossible – Ghost Protocol          |          | Ja        |       |              |                         |
| 2013 | Star Trek Into Darkness                       | Ja       | Ja        |       |              |                         |
| 2015 | Star Wars: The Force Awakens                  | Ja       | Ja        | Ja    | Ja           | Röst (cameo)            |
| 2015 | Mission: Impossible – Rogue Nation            |          | Ja        |       |              |                         |
| 2016 | 10 Cloverfield Lane                           |          |           | Ja    |              |                         |
| 2016 | Star Trek Beyond                              |          |           | Ja    |              |                         |
| 2017 | The Disaster Artist                           |          |           |       | Ja           | Sig själv               |
| 2017 | Star Wars: The Last Jedi                      |          | Ja        |       |              | Exekutiv producent      |
| 2018 | The Cloverfield Paradox                       |          | Ja        |       |              |                         |
| 2018 | Mission: Impossible – Fallout                 |          | Ja        |       |              |                         |
| 2018 | Overlord                                      |          | Ja        |       |              |                         |
| 2019 | Star Wars: The Rise of Skywalker              | Ja       | Ja        | Ja    | Ja           | D-O (röst)              |
| 2023 | Mission: Impossible – Dead Reckoning Part One |          | Ja        |       |              |                         |
| 2025 | Mission: Impossible – The Final Reckoning     |          | Ja        |       |              |                         |
| 2026 | Flowervale Street                             |          | Ja        |       |              |                         |

### TV-serier
| År        | Program            | Krediterad som                                  | Noter |
| --------- | ------------------ | ----------------------------------------------- | ----- |
| 1998–2002 | Felicity           | manus, regi och produktion                      |       |
| 2001–2006 | Alias              | manus, regi, kompositör av temat och produktion |       |
| 2004–2008 | Lost               | manus, regi, kompositör av temat och produktion |       |
| 2008–2013 | Fringe             | manus och produktion                            |       |
| 2011–2016 | Person of Interest | exekutiv producent                              |       |
| 2012–2014 | Revolution         | exekutiv producent                              |       |
| 2012      | Alcatraz           | produktion och exekutiv producent               |       |
| 2016–2022 | Westworld          | exekutiv producent                              |       |
| 2025      | Duster             | medskapare, exekutiv producent                  |       |